# Souvankham Thammavongsa
Souvankham Thammavongsa   (Camp de refugiats Nong Khai, 1978) és una poeta i escriptora de contes laosiana-canadenca. El 2019 va guanyar el Premi O. Henry pel seu relat Slingshot, publicat a Harper's Magazine.

## Biografia
Thammavongsa va néixer al camp de refugiats (laosià) Nong Khai de Tailàndia el 1978. Ella i els seus pares van ser patrocinats per una família al Canadà quan tenia un any d'edat. Va ser criada i educada a Toronto, Ontario.
El seu primer llibre, Small Arguments, va guanyar un premi ReLit el 2004. El seu segon llibre, Found, va ser convertit en un curtmetratge per Paramita Nath. El seu tercer llibre, Light, va guanyar el Premi Trillium Book de poesia el 2014. El seu relat How to Pronounce Knife va ser seleccionat per al Premi de narrativa breu de la Commonwealth de 2015 entre 4000 relats. El 2016, dues de les seves històries, Mani Pedi i Paris, van ser seleccionades per al Premi Journey.
La seva primera col·lecció de contes, How to Pronounce Knife, es va publicar el 2020. El crític literari australià Kerryn Goldsworthy va escriure sobre ella que «el seu llenguatge és econòmic, però són bombes temporals emocionals».

## Publicacions

### Col·lecció poètica
- Small Arguments (Pedlar Press, 2003)
- Found (Pedlar Press, 2007)
- Light (Pedlar Press, 2013)
- Cluster (McClelland & Stewart/Penguin Random House, 2019)[12]

### Històries curtes
- «Ewwrrrkk» (en anglès). Joyland Magazine, 2015.
- «Mani Pedi» (en anglès). The Puritan, 2015. Arxivat de l'original el 2017-12-19 [Consulta: 19 setembre 2020].
- «How to Pronounce Knife» (en angles). Granta, 41, 2017, pàg. 168-173, amb una fotografia d'ella i de la seva família de 1983.
- How to Pronounce Knife (2020)